# T.I.
Clifford Joseph Harris, Jr., mer känd vid sitt artistnamn T.I. eller sitt alter ego T.I.P., född 25 september 1980 i Riverdale, Georgia, är en amerikansk rappare, låtskrivare, musikproducent, skådespelare och VD för Grand Hustle Records. T.I. har haft nio låtar bland de tio översta på Billboardlistans "Hot 100". Av dessa har "My Love" med Justin Timberlake, "Whatever You Like" och "Live Your Life" med Rihanna nått förstaplatsen.

## Biografi
T.I. föddes i Riverdale, Georgia, men växte upp hos sina morföräldrar i Bankhead, Atlanta. Som tonåring var han knarklangare. T.I. förklarade sitt smeknamn ”Rubber Band Man” med att "Vi brukade bära gummiband för att antyda hur mycket pengar och hur mycket kokain vi hade." Han fick smeknamnet "Tip" efter sin gammelfarfar. Efter att ha skrivit kontrakt med Arista Records dotterbolag LaFace Records år 2001 förkortade han sitt namn till T.I. av respekt för kamraten Q-Tip på samma skivbolag.

## Musikkarriär

### I'm Serious(2001)
Debutalbumet I'm Serious släpptes den 9 oktober 2001 genom Arista Records och gav upphov till singeln med samma namn i vilken reggaesångaren Beenie Man medverkade. Medverkande gäster på hans debutalbum var Pharrell Williams från The Neptunes (som gav honom namnet "Söderns Jay-Z"), Jazze PHA och Youngbloodz. Produktionen på albumet gjordes av The Neptunes, DJ Toomp, Madvac och Grand Hustle Team. Albumet sålde inte så bra och skivbolaget avslutade sitt samarbete med honom.
Han släppte senare flera mixtapes med hjälp av DJ Drama. Han kom tillbaka under sommaren 2003 på Bone Crushers låt "Never Scared".

### Trap Muzik(2003)
T.I. släppte Trap Muzik sommaren 2003 genom Grand Hustle Records. Albumet debuterade som nummer fyra på Billboard 200 och sålde 109 000 exemplar under första veckan. Singlar från albumet var "24s", "Be Easy", "Rubberband Man" och "Let's Get Away". Albumet innehöll gästframträdanden från Eightball & MJG, Jazze PHA, Bun B och Macboney och producerades av bland andra Jazze PHA, Kanye West, David Banner, Madvac och DJ Toomp. Albumets framgångar följdes av en del kontroverser; medan T.I. var på turné anklagades han för att trotsa sin skyddstillsyn, som var ett resultat av att T.I. i november 1997 blivit gripen för distribution av kokain, framställande av kontrollerade ämnen och uppgivelse av falskt namn. Han dömdes till tre års fängelse. Medan han satt inne beviljades han rätt att filma musikvideon för "Let's Get Away". Videon sålde mer än 1 miljon exemplar i USA och certifierades platina av RIAA.

### Urban Legend(2004)
T.I. släppte sitt tredje album, Urban Legend, i slutet av 2004. Hans första singel var "Bring 'Em Out", som hade stor framgång. Nästa singel var "U Don't Know Me". Tredje singeln "ASAP" nådde plats 75 på den amerikanska hitlistan, plats 18 på den amerikanska R&B- och hiphoplistan, plats 14 på raplistan och plats 35 på UK Singles Chart. T.I. spelade även in en musikvideo för "ASAP"/"Motivation". "Motivation" nådde plats 62 på den amerikanska R&B- och hiphoplistan.
Under 2006 nominerades T.I. för två Grammy Awards, för Best Song Collaboration ("Soldier" med Destiny's Child och Lil Wayne) och Best Rap Solo Performance för "U Don't Know Me".

### King(2006)
Hans fjärde album, King, debuterade som nummer ett på Billboard 200 under det första halvåret 2006, och sålde 522 000 exemplar under första veckan. T.I. släppte sina promo-singlar "Front Back" och "Ride with Me" innan albumets releasedatum. Singlarna fick inte mycket uppmärksamhet men hjälpte att främja albumet och T.I:s debutfilm ATL. Albumet innehöll också andra singlar, "What You Know", "Why You Wanna", "Live in the Sky" och en remix av "Top Back." King belönades med en rad priser och flera nomineringar, inklusive en Grammy Award-nominering för Best Rap Album. "What You Know" vann pris för Best Rap Solo Performance och nominerades även till Best Rap Song.
T.I. samarbetade med Justin Timberlake på "My Love", som senare blev en global hitlåt. Han belönades med en Grammy Award för Best Collaboration.

### T.I. vs. T.I.P.(2007)
T.I. släppte sitt femte album, T.I. vs. T.I.P., den 3 juli 2007. Den första singeln från albumet var "Big Things Poppin' (Do It)" som producerades av Mannie Fresh och släpptes till radiostationerna den 17 april 2007. T.I. släppte den andra singeln "You Know What It Is" (med Wyclef Jean) den 12 juni samma år.
T.I. vs. T.I.P. sålde i 468 000 exemplar i USA och debuterade på plats nummer ett på Billboard 200 och Top R&B/Hip-Hop Albums-listan. Albumet innehöll gästframträdanden av bland andra Jay-Z, Busta Rhymes, Wyclef Jean, Nelly och Eminem. Albumet producerades av Eminem, Jeff Bass, Mannie Fresh, Grand Hustle, The Runners, Just Blaze, Wyclef Jean och Danja. Den 3 oktober 2007 släppte T.I. sin tredje singel, "Hurt", tillsammans med Busta Rhymes och Alfamega.

### Paper Trail(2008)
T.I. släppte sitt sjätte album, Paper Trail, den 30 september 2008. Titeln på albumet syftar till de låttexter han skrivit ner på papper. Liksom många andra rappare övergav T.I. denna rapstil efter sitt debutalbum I'm Serious genom att istället memorera sina låttexter. Paper Trail debuterade på plats nummer ett på Billboard 200 med 568 000 sålda skivor i USA.
Den första promo-singeln från albumet, "No Matter What", släpptes den 29 april 2008. Musikvideon släpptes den 27 juni på MTV:s FN Premieres. Den andra promo-singeln var "Swing Ya Rag". Den producerades av Swizz Beatz, som också gjorde ett gästframträdande på låten. Den första huvudsingeln från albumet, "Whatever You Like", släpptes den 29 juli och blev T.I:s hittills mest framgångsrika singel i hans karriär. Den andra singeln, "Swagga Like Us" (med Kanye West, Jay-Z och Lil Wayne), debuterade på femte plats på Billboard Hot 100. Med den tredje singeln, "Live Your Life" (med Rihanna), slog T.I. sitt eget rekord på Billboard Hot 100 när den hoppade från plats nummer 80 till nummer ett. Den fjärde singeln, "Dead and Gone" (med Justin Timberlake), hamnade på andra plats på listan.

## Filmkarriär
År 2006 var T.I. med i sin första film, ATL. Bland de andra skådespelarna fanns Lauren London, Antoine Patton, Evan Ross, Mykelti Williamson, Jason Weaver och Keith David. Filmmanuset skrevs av Tina Gordon Chism och Antwone Fisher, producerades av Timothy M. Bourne, Tionne Watkins och Will Smith och regisserades av Christopher Robinson. T.I. spelade karaktären Rashad Swann, en föräldralös 17-åring som gick sista året på high school. 
T.I. hade också en mindre roll i filmen American Gangster, tillsammans med rapparna Common och RZA. Han var även med på filmens soundtrack.
I september 2008 spelade T.I. sig själv i en episod av serien Entourage.
27 augusti 2010 kom "Takers" med bland andra Matt Dillon, Chris Brown, Hayden Christensen och Paul Walker. "Takers" är ett kriminaldrama där T.I. spelar gangstern Ghost som suttit i fängelse efter ett bankrån och nu kommit ut för att söka upp sina forna kumpaner.

## Produktion
T.I. har producerat musik till artister som B.O.B och Playboy Tre. Han producerade även soundtracket till filmen Hustle & Flow och släppte det genom sitt eget skivbolag.
Sent år 2007 inledde T.I. ett samarbetade med det Los Angeles-baserade produktionsbolaget 828 Entertainment för att producera en ny realityshow kallad Life on Mars, som berättar om den unge musikproducenten Lamar "Mars" Edwards' liv. T.I. producerade även en realityshow på MTV, "45 Days: Road to Redemption".

## Privatliv
T.I. är gift med den tidigare Xscape-medlemmen Tameka "Tiny" Cottle, som han har haft en relation med sedan 2001. Tillsammans har de två söner. Han har ytterligare tre barn med ex-flickvännen Lashon Dixon. Sammantaget har T.I. åtta barn födda 1996, 2000, 2001, 2001, 2004, 2007, 2008 och 2016.
Mellan 26 maj 2009 och 26 mars 2010 avtjänade T.I. ett fängelsestraff i Forrest City, Arkansas, efter att ha blivit arresterad för olaga vapeninnehav den 13 oktober 2007.
Efter att ha brutit mot sin villkorliga frigivning då han greps med narkotika dömdes han till ytterligare 11 månader i fängelse i oktober 2010. "Jag gjorde bort mig, jag är ledsen och jag behöver hjälp med mitt drogberoende", sa han då enligt CNN. Vid gripandet greps även hans hustru för samma brott. Brottet upptäcktes i en trafikkontroll på Sunset Boulevard i West Hollywood. Några dagar tidigare, den 13 oktober 2010, hindrade han en man från att begå självmord genom att övertala honom att inte hoppa från ett hotelltak i Atlanta.

## Diskografi

### Studioalbum
- I'm Serious (2001)
- Trap Muzik (2003)
- Urban Legend (2004)
- King (2006)
- T.I. vs. T.I.P. (2007)
- Paper Trail (2008)
- No Mercy (2010)

### Singlar
- 2003 - 24's
- 2003 - Be Easy
- 2003 - Rubberband Man
- 2003 - Let's Get Away
- 2004 - Bring 'Em Out
- 2004 - U Don't Know Me
- 2004 - ASAP
- 2005 - Motivation
- 2005 - Get Loose
- 2006 - Ride With Me
- 2006 - What You Know
- 2006 - Why You Wanna
- 2006 - Live In The Sky
- 2006 - Top Back
- 2007 - Where They At
- 2007 - Big Things Poppin (Do It)
- 2007 - You Know What It Is
- 2007 - Touchdown TBR
- 2008 - Whatever You like
- 2008 - Live Your Life
- 2009 - Remember me
- 2010 - I'm Back
- 2010 - Get Back Up
- 2011 - I'm Flexin'
- 2012 - Love This Life
- 2013 - Wit Me
- 2013 - Memories Back Then

### Gästinhopp
- 2003: "Never Scared" (med Bonecrusher & Killer Mike, från AttenCHUN!) #26 US
- 2004: "Soldier" (med Destiny's Child & Lil' Wayne, från Destiny Fulfilled) #3 US & #4 UK
- 2004: "Where You Wanna Be" (med Brandy, från Afrodisiac)
- 2004: "Round Here" (med Memphis Bleek & Trick Daddy, från M.A.D.E.)
- 2005: "3 Kings" (med Slim Thug & Bun B, från Already Platinum)
- 2005: "Touch" (med Amerie från Touch) #19 UK
- 2005: "I'm a King" (med P$C & Lil Scrappy, från T.I. Presents: 25 to Life/ Hustle & Flow Soundtrack) #67 US
- 2006: "Shoulder Lean" (med Young Dro, från Best Thang Smokin') #10 US
- 2006: "My Love" (med Justin Timberlake, från FutureSex/LoveSounds) #1 US & #2 UK
- 2006: "Pac's Life" (med 2pac & Ashanti, från Pac's Life) #21 UK
- 2007: "I'm a Flirt" (med R. Kelly & T-Pain, från Double Up) #12 US & #18 UK
- 2007: "We Takin' Over" (med DJ Khaled, Akon, Lil' Wayne, Rick Ross, Fat Joe & Birdman från We The Best) #28 US
- 2007: "Whatever You Like" (med Nicole Scherzinger från Her Name Is Nicole...)
- 2008: "I't Ain't Me" (med T-Pain och Akon från Thr33 Ringz
- 2008: "Dead and Gone" (med Justin Timberlake)

## Filmografi

### Filmer
- 2006 – ATL
- 2007 – American Gangster
- 2008 – For Sale
- 2009 – Takers (Tidigare namn Bone Deep)
- 2015 – Ant-Man

### Television
- 2005: The O.C. (säsong 2, episod 21: "The Return of the Nana")
- 2005: Punk'd (säsong 5, episod 4)
- 2008: Entourage (säsong 5, episod 3: "The All Out Fall Out")
- 2009: T.I.'s Road to Redemption (samtliga episoder)